# Пуликовський Костянтин Борисович
Костянтин Борисович Пуліковський (* 9 лютого 1948, Уссурійськ, Приморський край, РРФСР, СРСР) — російський військовий і державний діяч, Генерал-полковник, повноважний представник Президента Російської Федерації в Далекосхідному федеральному окрузі з травня 2000 по листопад 2005 року, глава Ростехнагляду з грудня 2005 року по вересень 2008 року.

## Освіта
Закінчив Ульяновське гвардійське вище танкове командне училище у 1970 році, Військову академію бронетанкових військ у 1982 році, Військову академію Генерального штабу Збройних Сил Російської Федерації в 1992 році.

## Біографія
Прослужив у Збройних Силах СРСР і Росії, обіймав командні посади у частинах, з'єднаннях, оперативних та оперативно-стратегічних об'єднаннях Збройних Сил. Військову службу проходив у Білорусі, Туркменістані, Естонії, Литві і на Кавказі.
У 1996 році — командувач Об'єднаним угрупуванням федеральних сил в Чеченській Республіці.
У 1996-1997 — заступник командувача військами Північно-Кавказького військового округу. 1997 — звільнився із Збройних Сил Російської Федерації.

## Громадянська служба
В 1998 року обраний головою краснодарського крайового відділення всеросійського громадського руху ветеранів «Бойове братство», яке об'єднує ветеранів локальних війн, яке очолював генерал-полковник Борис Всеволодович Громов. У тому ж році став помічником мера Краснодара по роботі з муніципальними підприємствами, очолив комітет з благоустрою міста.
З 18 травня 2000 року по 14 листопада 2005 — повноважний представник Президента Російської Федерації в Далекосхідному федеральному окрузі. На цій посаді був членом Ради Безпеки Російської Федерації.
З 5 грудня 2005 року по 2 вересня 2008 — керівник Федеральної служби з екологічного, технологічного і атомного нагляду (Ростехнагляд).
28 листопада 2009 на конференції Регіонального відділення Політичної партії «Справедлива Росія» в Краснодарському краї обраний Головою Ради Регіонального відділення Політичної партії «Справедлива Росія» в Краснодарському краї.

## Нагороди
- Орден «За заслуги перед Вітчизною» IV ступеня (1 лютого 2003) — за великий внесок у зміцнення російської державності та багаторічну сумлінну працю [2]
- Орден Пошани (12 грудня 2005) — за заслуги в зміцненні російської державності та багаторічну сумлінну роботу
- Орден «За особисту мужність»
- Орден «За службу Батьківщині у Збройних Силах СРСР» III ступеня
- Орден святого благовірного князя Данила Московського II ступеня (РПЦ, 2005)

## Звання і чини
- Військове звання — генерал-лейтенант
- Класний чин — Дійсний державний радник Російської Федерації 1 класу

## Сім'я
Одружений, два сини. Старший син — офіцер Збройних Сил, загинув в ході збройного конфлікту в Чеченській Республіці в 1996 році, у засідці, влаштованій Хаттабом російським військам під селом Яришмарди, в Шатойському районі Чечні. Його соратник, генерал-полковник, Герой Росії Геннадій Трошев так це оцінював:
Йому не становило великих турбот позбавити сина від відрядження до Чечні. Я знаю людей (їх, на жаль, чимало), які з готовністю йшли на все, лише б «відмазати» своїх дітей, племінників, братів від служби в «гарячій точці». Генерал Пуліковський був іншої складу: сам служив Батьківщині чесно, ніколи не шукав «теплих місць», того ж вимагав і від інших, включаючи рідного сина.
Молодший син — Сергій Костянтинович Пуліковський — заступник голови Міської Думи м. Краснодара.

## Оцінки
|                                      | У той не найкращий період російської історії бойовий досвід, порядність, солдатська вірність присязі не були в особливій ціні. Його батьківські почуття брудно перекрутили, використавши в корисливих цілях, його генеральську честь заплямували, примусивши порушити слово, не виконати своєї обіцянки. Який нормальний бойовий офіцер це витримає? Звичайно, Костянтин Борисович надломився внутрішньо, замкнувся в собі, пішов з армії, якій віддав найкращих три десятки років життя. Мені здавалося, що він втратив все на цій війні. Я, признаюсь, боявся, що він більше не підніметься. Але, слава богу, прийшли інші часи |
| — Геннадій Трошев, генерал-полковник | |